# Poraniella echinulata
Poraniella
Genre
Espèce
Poraniella echinulata est une espèce d'étoiles de mer de la famille des Asteropseidae, la seule du genre Poraniella.

## Description et caractéristiques
C'est une petite espèce (3 cm max), très aplatie dorsalement, avec cinq bras courts et triangulaires (le corps est presque pentagonal), dont les plaques marginales sont épaisses et très visibles. Sa coloration est généralement rouge ou orangée, souvent chamarrée de fauve et de blanc (le blanc formant souvent un pentagone au centre du disque, prolongé par un trait médian sur chaque bras).
Cryptique et bien camouflée, elle est rarement observée.

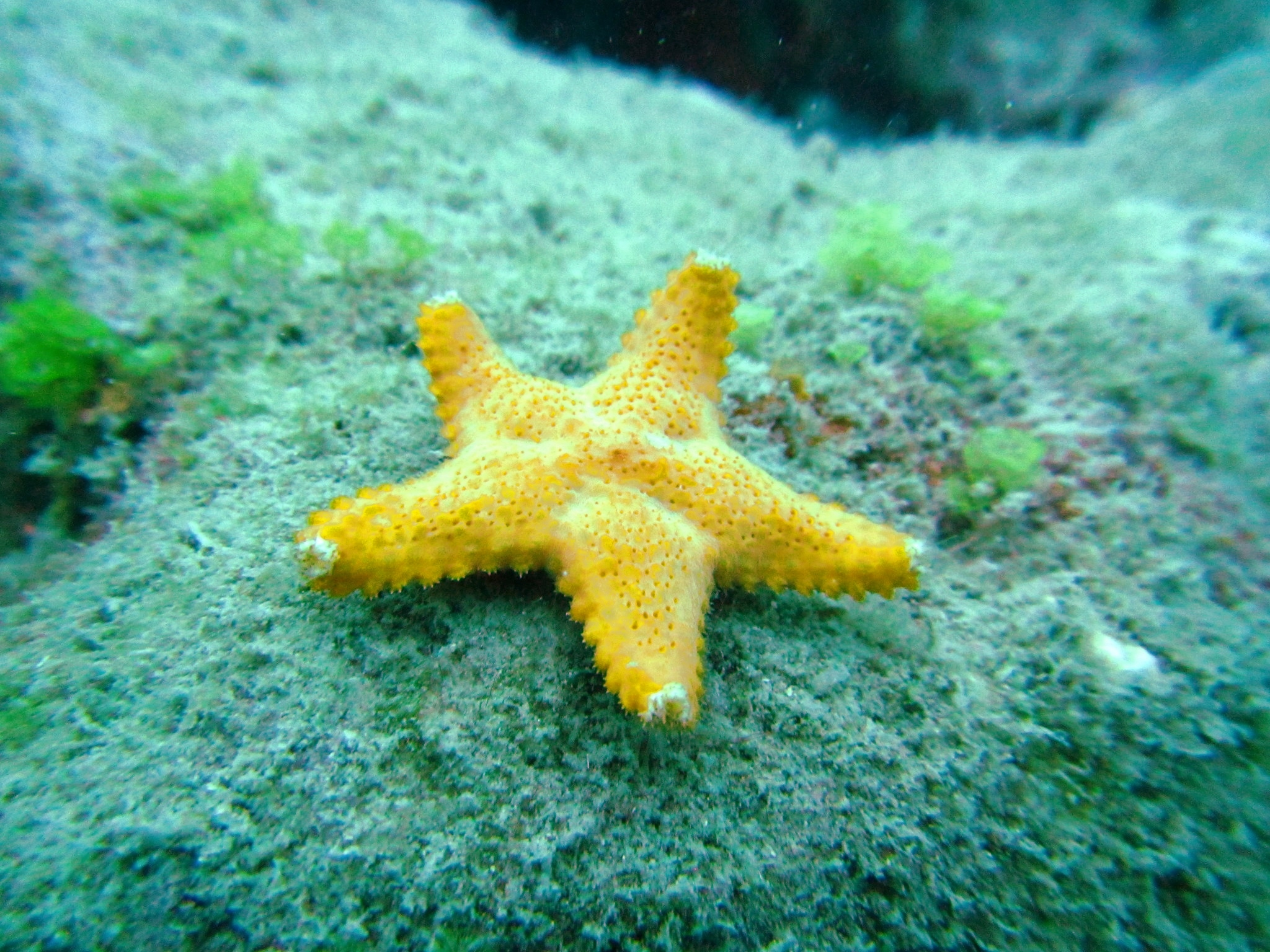
In situ
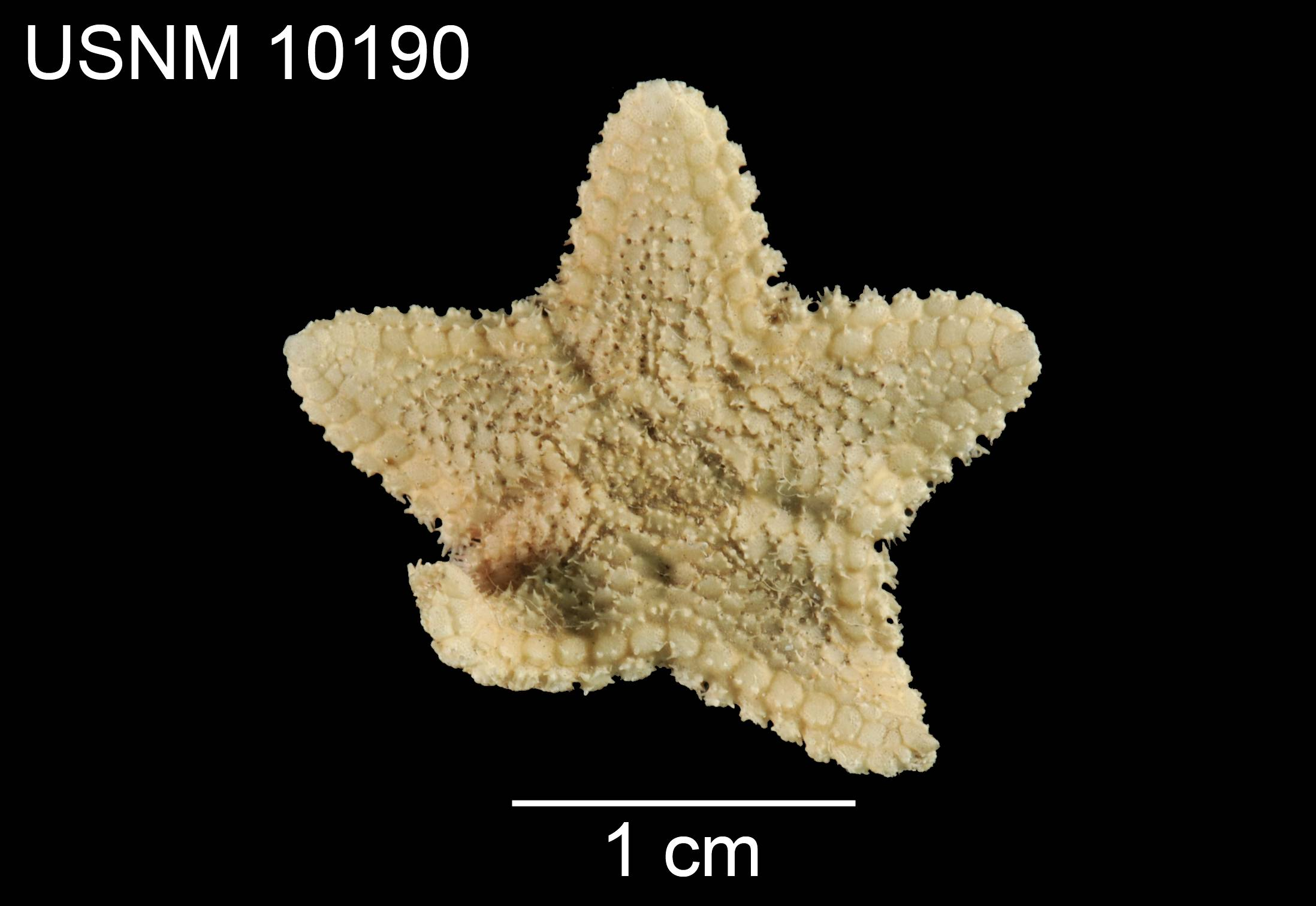
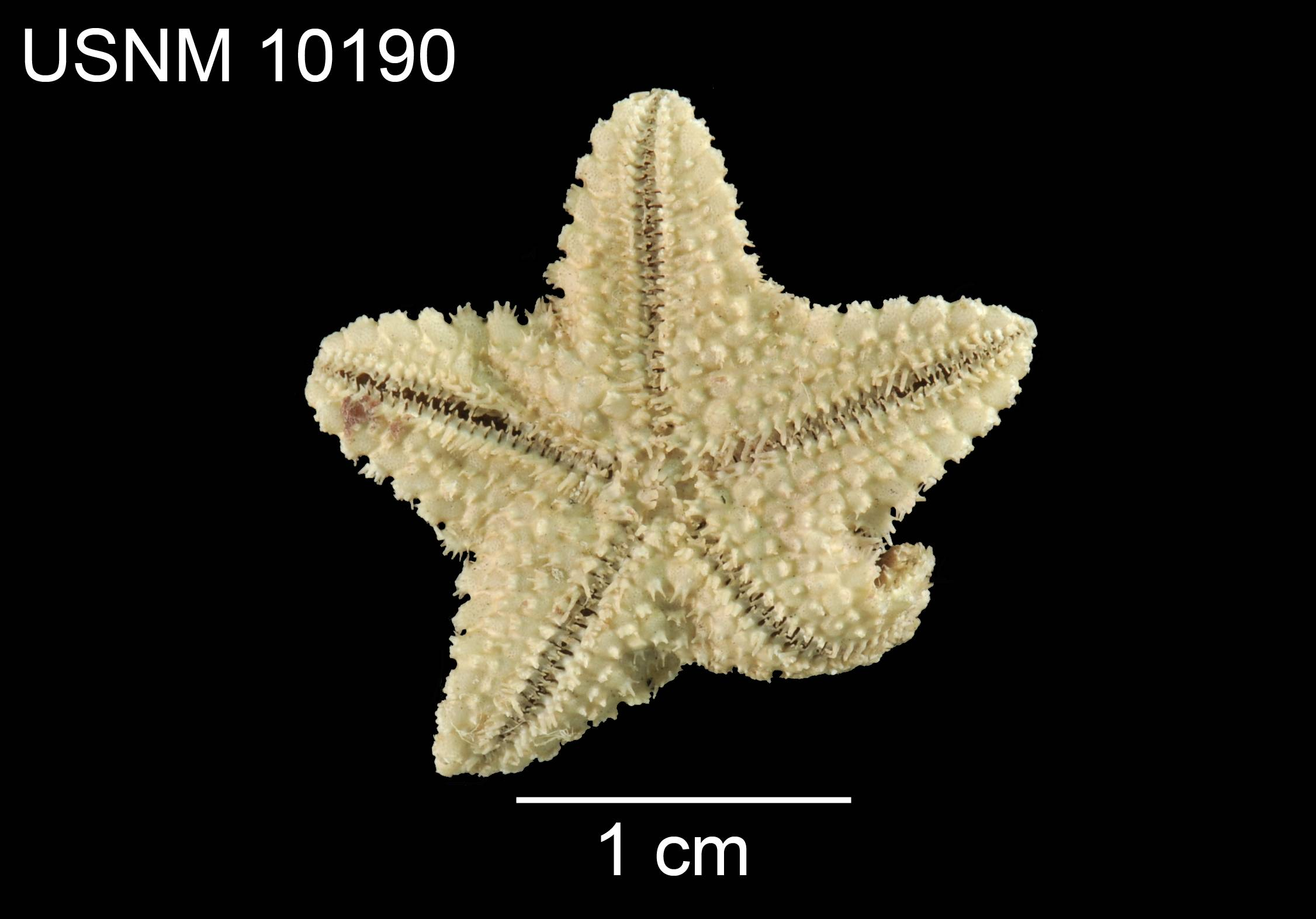

## Habitat et répartition
On trouve cette espèce aux Caraïbes, entre 3 et 309 m de profondeur. 

## Écologie et comportement
C'est une espèce cryptique et mal connue, mais elle semble rare.